# La Valette-du-Var
La Valette-du-Var is een gemeente in het Franse departement Var (regio Provence-Alpes-Côte d'Azur). De plaats maakt deel uit van het arrondissement Toulon. La Valette-du-Var telde op 1 januari 2022 23.660 inwoners.
De kerk Saint-Jean heeft fresco's uit de 17e en de 18e eeuw, die bij restauratiewerken tussen 2000 en 2009 werden blootgelegd.

## Geschiedenis
In de middeleeuwen was La Valette een versterkt dorp. Aan het einde van de 18e eeuw had La Valette een bevolking van ongeveer 2.000, voornamelijk actief in de landbouw. Rond het midden van de 19e eeuw maakte de bloementeelt (met name de teelt van viooltjes) opgang in de streek rond Hyères. Dankzij de spoorweg konden de bloemen worden vervoerd naar de rest van Frankrijk en ook het buitenland. Ook in La Valette kwam er bloementeelt.

## Geografie
De oppervlakte van La Valette-du-Var bedroeg op 1 januari 2022 15,5 vierkante kilometer; de bevolkingsdichtheid was toen 1.526,5 inwoners per km². De Mont Coudon (702 m) is het hoogste punt van de gemeente. Deze heuvel ligt in een beschermd natuurgebied van 7000 ha. Door de gemeente stroomt de rivier Saint-Joseph, die in het centrum deels is overdekt.
De onderstaande kaart toont de ligging van La Valette-du-Var met de belangrijkste infrastructuur en aangrenzende gemeenten.

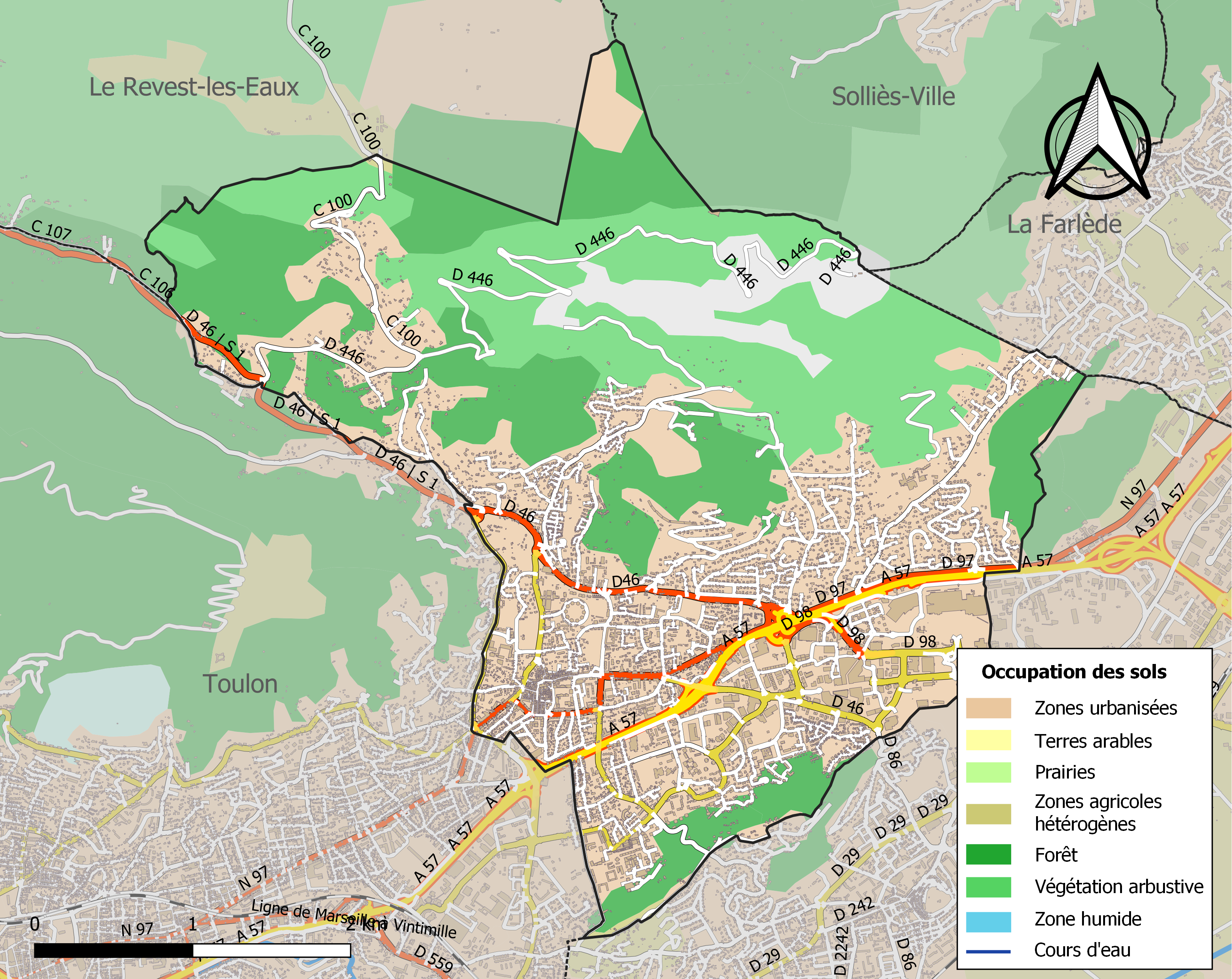

## Demografie
Onderstaande figuur toont het verloop van het inwonertal (bron: INSEE-tellingen).